# Millotia
Millotia là một chi thực vật có hoa trong họ Cúc (Asteraceae).

## Loài
Chi Millotia gồm các loài: